# 荏原町駅

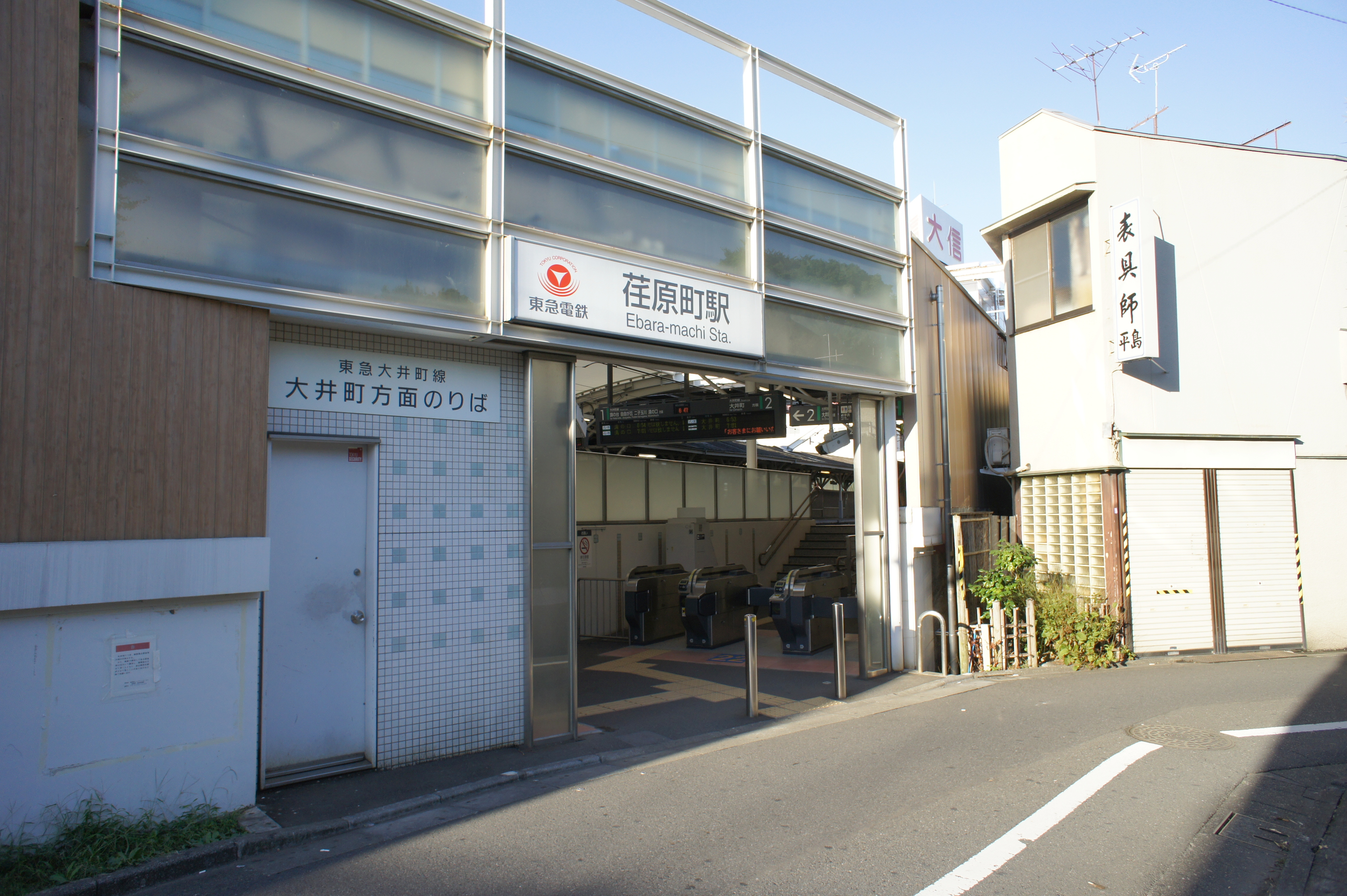
大井町方面のりば（2010年09月）

荏原町駅（えばらまちえき）は、東京都品川区中延五丁目にある、東急電鉄大井町線の駅である。駅番号はOM05。

## 歴史
- 1927年（昭和2年）7月6日：目黒蒲田電鉄大井町線大井町駅 - 大岡山駅間開通時に開設[1]。
- 1942年（昭和17年）8月：跨線橋新設[1]。
- 1945年（昭和20年）5月23日：空襲に伴い、駅とデハ3152・3154とデハ3203・3206が被災、跨線橋焼失[1]。
- 1959年（昭和34年）：跨線橋再設置[1]。
- 2004年（平成16年）：上り線側に改札口新設[2]。
- 2018年（平成30年）3月21日：ホームドア使用開始。

### 駅名の由来
開業時、荏原郡荏原町大字中延に立地しており、町名を採用したもの。「荏原」の由来は荏原郡の項を参照。

## 駅構造
相対式ホーム2面2線を有する地上駅。改札は従来溝の口方ホームのみ設置されていたが、2004年（平成16年）3月に大井町方ホームにも改札が新設された。サービス係「専門社員」導入駅のため大井町駅より遠隔監視している。

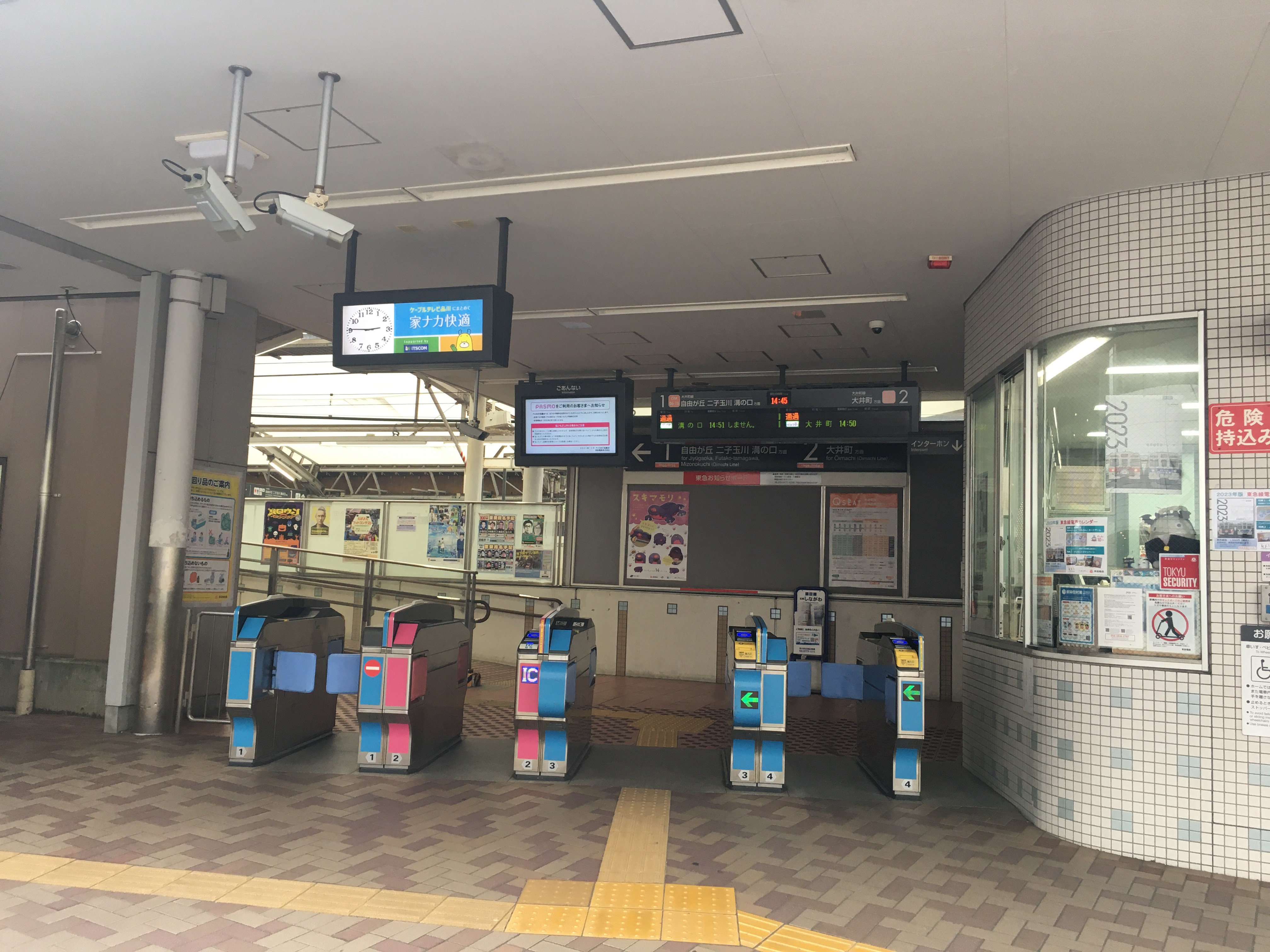
改札口（2022年10月）
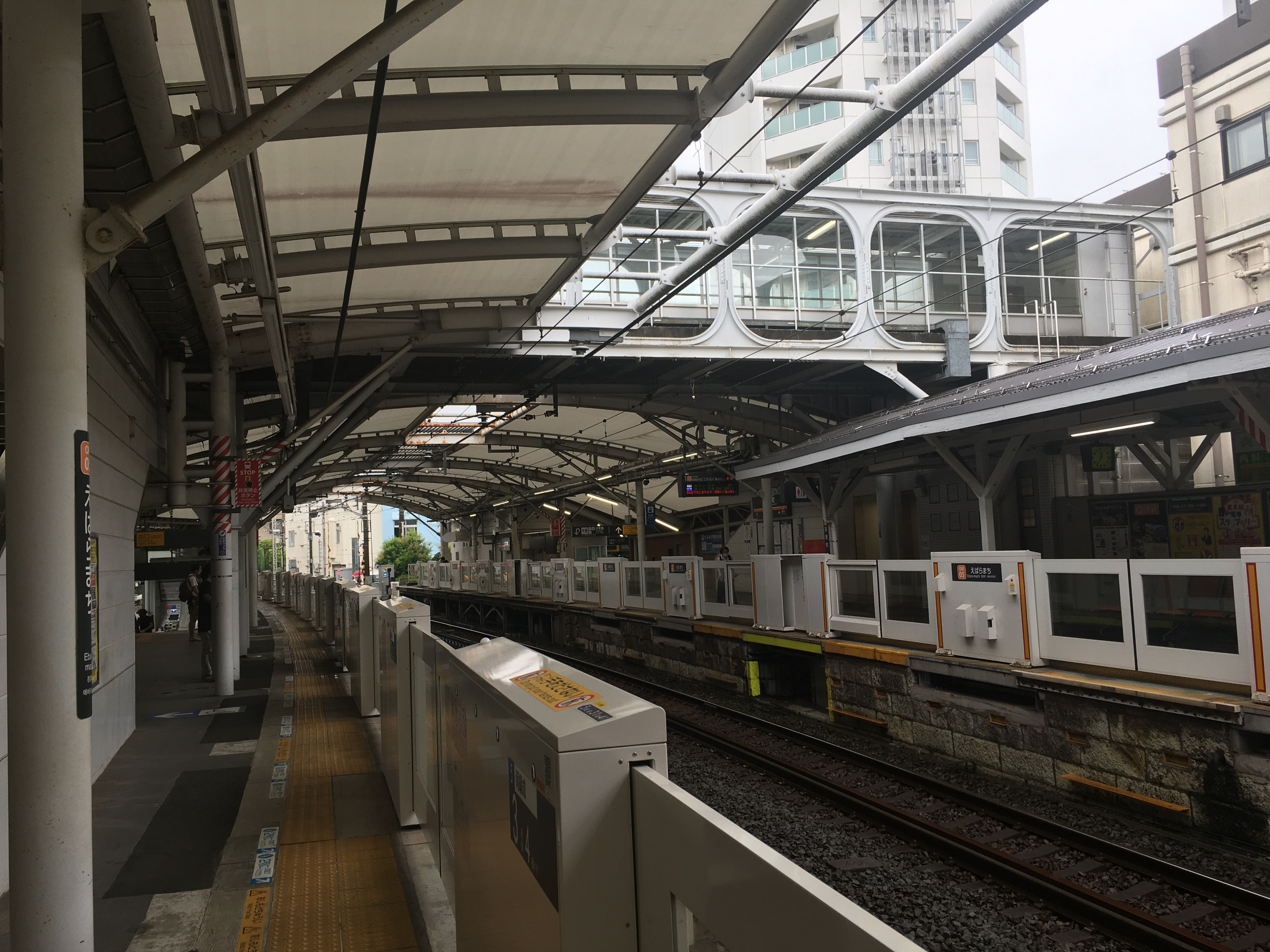
ホーム（2022年8月）

### のりば
| 番線 | 路線     | 方向 | 行先                           |
| ---- | -------- | ---- | ------------------------------ |
| 1    | 大井町線 | 下り | 自由が丘・二子玉川・溝の口方面 |
| 2    | 大井町線 | 上り | 大井町方面                     |

## 利用状況
2024年度の1日平均乗降人員は15,179人である。
近年の1日平均乗降・乗車人員の推移は以下の通り。
| 年度               | 1日平均 乗降人員 | 1日平均 乗車人員 | 出典     |
| ------------------ | ---------------- | ---------------- | -------- |
| 1990年（平成02年） |                  | 9,595            | [ * 1 ]  |
| 1991年（平成03年） |                  | 9,426            | [ * 2 ]  |
| 1992年（平成04年） |                  | 9,310            | [ * 3 ]  |
| 1993年（平成05年） |                  | 9,044            | [ * 4 ]  |
| 1994年（平成06年） |                  | 8,638            | [ * 5 ]  |
| 1995年（平成07年） |                  | 8,466            | [ * 6 ]  |
| 1996年（平成08年） |                  | 8,170            | [ * 7 ]  |
| 1997年（平成09年） |                  | 8,099            | [ * 8 ]  |
| 1998年（平成10年） | 15,726           | 7,858            | [ * 9 ]  |
| 1999年（平成11年） | 15,642           | 7,806            | [ * 10 ] |
| 2000年（平成12年） | 15,937           | 7,825            | [ * 11 ] |
| 2001年（平成13年） | 15,681           | 7,768            | [ * 12 ] |
| 2002年（平成14年） | 15,648           | 7,745            | [ * 13 ] |
| 2003年（平成15年） | 16,041           | 7,923            | [ * 14 ] |
| 2004年（平成16年） | 15,696           | 7,951            | [ * 15 ] |
| 2005年（平成17年） | 15,948           | 8,061            | [ * 16 ] |
| 2006年（平成18年） | 16,701           | 8,447            | [ * 17 ] |
| 2007年（平成19年） | 17,246           | 8,694            | [ * 18 ] |
| 2008年（平成20年） | 17,354           | 8,729            | [ * 19 ] |
| 2009年（平成21年） | 17,187           | 8,647            | [ * 20 ] |
| 2010年（平成22年） | 16,587           | 8,332            | [ * 21 ] |
| 2011年（平成23年） | 16,470           | 8,262            | [ * 22 ] |
| 2012年（平成24年） | 16,568           | 8,318            | [ * 23 ] |
| 2013年（平成25年） | 16,908           | 8,479            | [ * 24 ] |
| 2014年（平成26年） | 16,570           | 8,303            | [ * 25 ] |
| 2015年（平成27年） | 16,421           | 8,241            | [ * 26 ] |
| 2016年（平成28年） | 16,787           | 8,425            | [ * 27 ] |
| 2017年（平成29年） | 17,178           | 8,611            | [ * 28 ] |
| 2018年（平成30年） | 17,964           | 9,005            | [ * 29 ] |
| 2019年（令和元年） | 17,976           | 9,008            | [ * 30 ] |
| 2020年（令和02年） | 12,863           |                  |          |
| 2021年（令和03年） | 13,684           |                  |          |
| 2022年（令和04年） | 14,501           |                  |          |
| 2023年（令和05年） | 14,734           |                  |          |
| 2024年（令和06年） | 15,179           |                  |          |

## 駅周辺

### 官公庁・公共施設
- 品川区荏原第四地域センター

### 教育機関
- 品川区立源氏前小学校
- 朋優学院高等学校
- 文教大学付属中学校・高等学校

### 郵便局 ・ 金融機関
- 品川中延五郵便局

### 店舗
- 荏原町商店街

### 史跡 ・ 自然
- 法蓮寺
- 旗岡八幡神社
- 東急バス荏原営業所

## バス路線
最寄バス停留所は駅より南側へ徒歩3 - 4分の「荏原町駅入口」で、以下の路線バスが東急バスにより運行されている。
- <森02> 大森操車所（大田文化の森・大森駅経由）
- <森02> 荏原営業所（馬込駅前経由） ※入庫運用・夜間のみ

## 隣の駅
東急電鉄
 大井町線
■急行
通過
□各駅停車（二子新地・高津は通過）・■各駅停車（二子新地・高津に停車）
中延駅 (OM04) - 荏原町駅 (OM05) - 旗の台駅 (OM06)